# Rototom
Een rototom is een trommel zonder ketel. Het instrument bestaat uit een metalen draaibare spanring, die een enkelvoudig vel gespannen houdt. Door aan de spanring te draaien kan men de spanning van het vel veranderen.
Door het ontbreken van een ketel klinkt de rototom helderder, maar minder luid dan andere trommels. Rototoms worden meestal in sets van drie of meer bij elkaar geplaatst als aanvulling bij het drumstel, of als afzonderlijk instrument in een muziekkorps.